# Nisoniades bessus
Nisoniades bessus är en fjärilsart som beskrevs av Heinrich Benno Möschler 1876. Nisoniades bessus ingår i släktet Nisoniades och familjen tjockhuvuden. Inga underarter finns listade i Catalogue of Life.